# Instytut Polski w Düsseldorfie
Instytut Polski w Düsseldorfie (niem. Polnisches Institut Düsseldorf) – polska placówka kulturalna w stolicy niemieckiego kraju związkowego Nadrenia Północna-Westfalia podlegająca Ministerstwu Spraw Zagranicznych RP.

## Instytut
Instytut został założony w 1993. Od początku znajduje się pod adresem Citadellstraße 7. Głównym jego zadaniem jest wypełnianie zadań z zakresu dyplomacji publicznej, tj. utrzymywanie dobrych stosunków społecznych, naukowych i kulturalnych między Polską a Niemcami. Instytut organizuje wystawy, koncerty, pokazy filmów, promocje książek, przekłady książek, koordynuje wymianę naukową i kulturową. Celem Instytutu jest poszerzanie wiedzy na temat Polski: kultury, sztuki, nauki, historii, gospodarki, polityki, socjologii. W Instytucie znajduje się ogólnodostępna biblioteka.

## Dyrektorzy
- 1993–1995 – Nawojka Cieślińska[5]
- 1996–1999 – Kazimierz Wóycicki
- do 2005 – Małgorzata Grudzińska[6]
- od 2005 – Anna Brzozowska-Wydmuch[6]
- 2010–2015 – Katarzyna Sokołowska
- 2015–2017 – Dominika Świętońska
- 2017–2023 – Wojciech Poczachowski
- 2023–2024 – Tomasz Wendland[7]
- od 2024 – Rafał Sobczak[8]